# Али, Рахаман
Рахаман Али (англ. Rahaman Ali, имя при рождении Рудольф Арнетт Клей англ. Rudolph Arnett Clay; 18 июля 1943, Луисвилл, Кентукки — 1 августа 2025, Луисвилл, Кентукки) — американский боксёр-тяжеловес. Младший брат Мухаммеда Али.

## Биография
Рахаман Али, изначально родившийся как Рудольф Арнетт Клей, но позже перекрещенный в  Рудольфа Валентино Клея, родился 18 июля 1943 года в семье в семье домохозяйки Одессы Клей и художника вывесок и плакатов Кассиуса Клея, потомка раба, освобожденного плантатором и политиком Кассиусом Марселлусом Клеем, через полтора года после своего брата Кассиуса-младшего, который стал Мухаммедом Али. Как и его брат принял ислам ещё в 1960-х годах. Мухаммед начал заниматься боксом в любительской лиге Луисвилля, штат Кентукки. В то время как Мухаммед отправился на Олимпийские игры 1960 года, Рахаман не был отобран в сборную США и оставался любителем до 25 февраля 1964 года, когда его брат выиграл один из своих титулов в тяжелом весе, победив Сонни Листона.
Его профессиональная боксёрская карьера длилась с 1964 по 1972 год.
Будучи профессиональным боксёром, Рахаман Али одержал 14 побед, потерпел 3 поражения и один раз его бой завершился вничью. За свою карьеру он нокаутировал семерых соперников и сам один раз был нокаутирован. Он ушёл из профессионального бокса после двух поражений подряд, второе из которых было нокаутировано будущим актёром серии фильмов о Супермене Джеком О’Холлораном, что также стало его единственным поражением досрочно (отказ от продолжения боя).
После окончания карьеры Рахаман путешествовал и тренировался вместе с Мухаммедом.
В 2014 году Али выпустил автобиографию «Это брат Мухаммеда Али! Моя жизнь в андеркарте», написанную в соавторстве с Х. Роном Браширом, а предисловие к ней написал Джин Килрой, давний бизнес-менеджер Мухаммеда Али. В 2019 году Рахаман выпустил свою вторую книгу под названием «Мой брат, Мухаммед Али — полная биография». Книга была написана в соавторстве с Фиазом Рафиком, а предисловие написал легенда НФЛ Джим Браун.

## Смерть
Рахаман Али умер 1 августа 2025 года, через две недели после своего 82-го дня рождения. 16 августа 2025 года в частном порядке пройдут похороны Али в рамках церемонии джаназа, которая проводится для людей мусульманской веры.

## Выставочный бой
| Сводная информация по профессиональным рекордам |         |             |
| 0 боёв                                          | 0 побед | 0 поражений |

| No. | Результат | Рекорд  | Оппонент     | Тип | Раунд, время | Дата        | Место                         | Примечание    |
| --- | --------- | ------- | ------------ | --- | ------------ | ----------- | ----------------------------- | ------------- |
| 1   | N/A       | 0-0 (1) | Мухаммед Али | N/A | 2            | 1 июля 1972 | Лос-Анджелес, Калифорния, США | Бой без очков |